# Rådet mot skadliga våldsskildringar
Rådet mot skadliga våldsskildringar, även kallat Våldsskildringsrådet och senare även benämnt Medierådet, var en kommitté i Sverige, inrättad 1990 av dåvarande Utbildnings- och kulturdepartementet och senare lydande under Kulturdepartementet. Kommittén granskade så kallat underhållningsvåld och hade vid inrättandet inget slutmål eller tidsgräns. Verksamheten upphörde den 1 januari 2011, då myndigheten Statens medieråd inrättades.
Den 9 februari 1999 fastslog rådets granskning av TV-kanaler att våld förekom alltmer i sex svenska TV-kanaler. Med 46 timmar i veckan var det sex timmar fler än 1995.

### Fotnoter
1. ↑  ”Från videovåld via WWW till World of Warcraft”. Statens medieråd. 28 februari 2010. https://www.statensmedierad.se/rapporter-och-analyser/arkiv/material-arkiv/rapport-om-medieradets-20-ariga-verksamhet. Läst 13 juli 2011.
2. ↑   När Var Hur 2000. Forum